# Федеральная служба страхового надзора
Федеральная служба страхового надзора (Росстрахнадзор, ФССН) — упраздненный федеральный орган исполнительной власти, находившийся в ведении Министерства финансов.
Федеральная служба страхового надзора являлась в 2004—2011 годах федеральным органом исполнительной власти, осуществляющим функции по контролю и надзору в сфере страховой деятельности (страхового дела). Федеральная служба страхового надзора была образована в соответствии с Указом Президента РФ № 314 от 9 марта 2004 года «О системе и структуре федеральных органов исполнительной власти» и Постановлением Правительства РФ № 330 от 30 июня 2004 года «Об утверждении Положения о Федеральной службе страхового надзора». До создания ФССН функции страхового надзора с сентября 1996 по март 2004 года выполнял Департамент страхового надзора Министерства финансов РФ.
4 марта 2011 года Указом Президента РФ № 270 Федеральная служба страхового надзора была присоединена к Федеральной службе по финансовым рынкам (ФСФР) и функции ФССН переданы ФСФР (п. 2 Указа).

## Основные функции
- принятие решений о выдаче или отказе в выдаче лицензий, об аннулировании, ограничении, приостановлении, восстановлении действия и отзыве лицензий;
- выдача и отзыв квалификационных аттестатов;
- ведение единого государственного реестра субъектов страхового дела и реестра объединений субъектов страхового дела;
- осуществление контроля за соблюдением субъектами страхового дела страхового законодательства, в том числе путём проведения проверок их деятельности;
- осуществление контроля за соблюдением субъектами страхового дела, в отношении которых принято решение об отзыве лицензии, сведений о прекращении их деятельности или об их ликвидации;
- выдача предписаний субъектам страхового дела при выявлении нарушений ими страхового законодательства;
- получение, обработка и анализ отчетности, представляемой субъектами страхового дела;
- обращение в случаях предусмотренных законом в суд с исками о ликвидации субъекта страхового дела — юридического лица или о прекращении субъектом страхового дела — физическим лицом деятельности в качестве индивидуального предпринимателя;
- обобщение практики страхового надзора, разработка и представление в установленном порядке предложений по совершенствованию страхового законодательства, регулирующего осуществление страхового надзора.

## Руководители службы
- Илья Ломакин-Румянцев (2004—2009);
- Александр Коваль (с апреля 2009 по март 2011 года).

## Структура службы
- Управление надзора и контроля
- Управление предварительного контроля
- Управление учета и экономического анализа
- Управление делами